# Президентские выборы в Финляндии (1982)

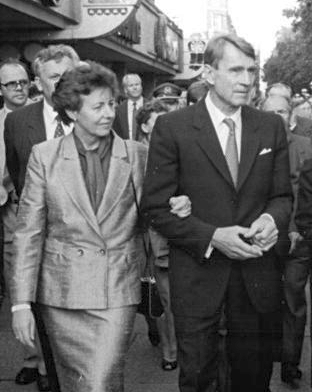
Мауно Койвисто на выборах в 1982 году.

В 1982 году в Финляндии состоялись двухэтапные президентские выборы. Общественность избрала президентских выборщиков в коллегию выборщиков 17 и 18 января. Они в свою очередь избрали президента. Результатом стала победа Мауно Койвисто, первого члена Социал-демократической партии, который был поднят на самый высокий пост в стране, и его избрание означало полную интеграцию социал-демократов в общественную жизнь Финляндии и конец послевоенного доминирования Партии центра.

## История
Койвисто был ведущим общественным деятелем с конца 1960-х годов, когда он занимал пост премьер-министра в течение двух лет. В 1970-е годы, будучи управляющим Банком Финляндии и на короткое время министром финансов, он завоевал уважение общественности за точность своих экономических прогнозов. Его личность и значительная проницательность в СМИ также завоевали ему очень значительную личную популярность по партийным линиям. Родился в 1923 году в Турку, сын плотника, он храбро сражался во время Второй мировой войны. После войны он вернулся в родной город, и за годы заочной учёбы, получил докторскую степень в социологии в 1956 году. Он был активен в умеренном крыле СДП, но не стремился к выборной должности. Свою банковскую карьеру он начал с руководства крупным сберегательным банком для сотрудников в Хельсинки.
Вновь призванный в 1979 году на пост премьер-министра, Койвисто сохранил уважение общественности и стал сильным потенциальным кандидатом на президентских выборах, намеченных на 1984 год. Видимый политиками Центристской партии как угроза удержанию их партии на посту президента после неизбежной отставки Урхо Кекконена, Койвисто был вынужден уйти в отставку весной 1981 года. Он отказался, сказав Кекконену, что будет продолжать оставаться премьер-министром до тех пор, пока не будет продемонстрировано отсутствие парламентской поддержки его правительства. Выживание Койвисто несмотря на вызов Кекконена было замечено некоторыми наблюдателями как конец эры, в которой президент доминировал над финской общественной жизнью.
Осенью 1981 года ухудшение здоровья вынудило Кекконена уйти в отставку с поста президента, и Койвисто приступил к исполнению своих обязанностей до президентских выборов, назначенных на январь 1982 года, на два года раньше срока. Он победил легко, с Социал-демократической партией, получающей 43 % голосов при явке 81,3 %- и 145 избирателей. При поддержке некоторых избирателей, обещанных кандидату от Народно-Демократической лиги, он победил, набрав 167 голосов, в первом туре голосования коллегии выборщиков. Его популярность оставалась высокой во время его первого срока, и он легко выиграл переизбрание в 1988 году.

## Результаты

### Всенародное голосование
| Партия                                | Голосов   | %    | Мест |
| ------------------------------------- | --------- | ---- | ---- |
| Социал-демократическая партия         | 1,370,314 | 43.1 | 144  |
| Национальная коалиционная партия      | 593,271   | 18.7 | 58   |
| Партия центра                         | 534,515   | 16.8 | 53   |
| Демократический союз народа Финляндии | 348,359   | 11.0 | 32   |
| Шведская народная партия              | 121,519   | 3.8  | 11   |
| Финская сельская партия               | 71,947    | 2.3  | 1    |
| Христианская лига                     | 59,885    | 1.9  | 0    |
| Либеральная народная партия           | 56 070    | 1,8  | 1    |
| Коалиция Аландов                      | 11,119    | 0.3  | 1    |
| Конституционная народная партия       | 9,532     | 0.3  | 0    |
| Финская партия народного Единства     | 994       | 0.0  | 0    |
| Недействительные/пустые бюллетени     | 10,531    | -    | -    |
| Всего                                 | 3,188,056 | 100  | 301  |
| Источник: Nohlen & Stöver             |           |      |      |

### Коллегия выборщиков
| Кандидат                  | Партия                                  | Первый тур | Первый тур | Второй тур | Второй тур |
| Кандидат                  | Партия                                  | Голосов    | %          | Голосов    | %          |
| ------------------------- | --------------------------------------- | ---------- | ---------- | ---------- | ---------- |
| Мауно Койвисто            | Социал-демократическая партия Финляндии | 145        | 48.3       | 167        | 55.7       |
| Харри Холкери             | Национальная коалиционная партия        | 58         | 19.3       | 58         | 19.3       |
| Йоханнес Виролайнен       | Партия центра                           | 53         | 17.7       | 53         | 17.7       |
| Калеви Кивистё            | Демократический союз народа Финляндии   | 32         | 10.7       | 11         | 3.7        |
| Жан-Магнус Ханссон        | Шведская народная партия                | 11         | 3.7        | 11         | 3.7        |
| Хельви Сипиля             | Либеральная народная партия             | 1          | 0,3        | 1          | 0,3        |
| Вейкко Веннамо            | Финская сельская партия                 | 1          | 0.3        | -          | -          |
| Райно Вестерхольм         | Христианская лига                       | 0          | 0.0        | -          | -          |
| Всего                     | Всего                                   | 301        | 100        | 301        | 100        |
| Источник: Nohlen & Stöver |                                         |            |            |            |            |